# Chloroclystis primivernalis
Chloroclystis primivernalis là một loài bướm đêm trong họ Geometridae.